# Joeri Calleeuw
Joeri Calleeuw (Bruges, 5 d'agost de 1985) és un ciclista belga, professional des del 2015. Actualment corre a l'equip Roubaix Lille Métropole.

## Palmarès
- 2008
  - 1r al Tour del Senegal i vencedor de 2 etapes
- 2009
  - 1r a la Volta a la província d'Anvers
- 2012
  - Vencedor d'una etapa al Tour de Madagascar
- 2014
  - 1r a la Gant-Staden
  - Vencedor de 2 etapes la Volta a la província de Namur
- 2015
  - 1r a la París-Arràs Tour